# Krásná (okres Cheb)
Obec Krásná (německy Schönbach či Schönbach bei Asch) se nachází v okrese Cheb v Karlovarském kraji. Žije zde 625 obyvatel. Necelých 6 km severozápadně od Krásné leží na území obce nejzápadnější bod Česka, 50°15′7″ s. š., 12°5′29″ v. d.

## Geografie
Krásná leží v západních Čechách, v okrese Cheb, 643 metrů nad mořem. Obec zástavbou navazuje na zástavbu západní části města Aše, a tvoří tak spolu jeden celek i přes to, že je Krásná samostatnou obcí.
Obec je roztroušená na velkém území. Její součástí je vesnice Kamenná a také katastry již zaniklých obcí Štítary a Újezd (Krásná). Dříve ke Krásné patřily dnes již zaniklé vesnice Černý Luh, Elfhausen, Strážný, Wiedenfeld a Wiedenpöhl a samoty Banát, Červený mlýn, Ovčárna, Nové Domy, Luh a Fuchsův Mlýn.
Ke Krásné patří také Větrov, kde si nechal ašský textilní podnikatel Jäger postavit vilu, která je dnes známa jako zámeček Větrov. Po skončení druhé světové války zde byl státem zřízen dětský domov. Spisovatelka Markéta Zinnerová do prostředí tohoto dětského domova zasadila svou, později také zfilmovanou, knihu Indiáni z Větrova. Dnes[kdy?] zámeček slouží jako hotel a restaurace.

## Historie
První písemná zmínka o obci pochází z roku 1331, kdy patřila Krásná k majetku Neubergů, který byl osvobozen od daní. Další zmínku lze najít v klášterní knize z roku 1395 a poté v roce 1417 v listině zaslané králi Václavu IV. jako protest Chebských proti okupaci Ašska norimberským purkrabím. Kolem roku 1400 odkoupili Krásnou a jiná území na Ašsku Zedtwitzové, kteří tyto majetky vlastnili po více než 500 let až do roku 1945. Zedtwitzové však do Krásné přišli až v roce 1642, kdy Podhradské panství bylo rozděleno na několik menších. V Krásné bydleli v menším jednopatrovém zámečku se zahradami, u kterého měla údajně stát i tvrz. Okolo roku 1828 však zámek vyhořel, a kvůli nedostatku peněz nebyl zámeki nikdy plně rekonstruován. Zámek poté putoval od jednoho majitele k dalšímu, a po druhé světové válce zůstal opuštěný a chátral. V 50. letech 20. století byl poté pro špatný stav stržen.
V roce 1898 zde byl otevřen pivovar Krásná, jehož zajímavá budova byla po válce až do nedávné doby nevyužívaná a v troskách (v současné době[kdy?] je objekt ve vlastnictví soukromého majitele).
V roce 1910 byl v Krásné uváden nejvyšší počet obyvatel, a to 2 348 V letech 1938 až 1945 byla obec přičleněna (v důsledku uzavření Mnichovské dohody) k nacistickému Německu. Vysídlení německého obyvatelstva z Československa v roce 1945 způsobilo téměř vylidnění Krásné. Některé okolní vesnice, jako třeba Újezd, zůstaly zcela bez života. V rámci zřizování hraničního pásma byla většina těchto vesnic vybydlena a domy strženy a srovnány se zemí. Mezi lety 1960 a 1989 byla Krásná součástí města Aše, poté se stala samostatnou obcí zástavbou přímo navazující na Aš.
V roce 2015 získala obec v celostátní soutěži titul Vesnice roku. Bylo to poprvé v historii soutěže, kdy vyhrála obec z Karlovarského kraje. Nejzápadnější obec České republiky si vedla dobře i v hlasování veřejnosti na internetu, kde skončila na druhém místě.

## Současnost
V Krásné se postavilo velké množství nových rodinných domů, a tak počet obyvatel velmi vzrostl. Před lety zde byla rekonstruována budova bývalých vojenských kasáren, která byla přestavěna na bytový dům s 16 bytovými jednotkami, vystavěna obecní náves a bývalé vojenské garáže byly přestavěny na mateřskou školu a hasičskou zbrojnici. Výstavba mateřské školy byl projekt, který byl v celé dosavadní historii nejpotřebnějším a mladým rodinám výrazně ulehčil život a přinesl další důležitý element do místní komunity.  
Obec také žije bohatým spolkovým životem a v průběhu roku zde probíhá spoustu kulturních společenských a sportovních akcí. Akce jsou pořádány místními spolky, které jsou hybnou silou vesnice a mezi něž patří Sbor dobrovolných hasičů, Krásenské buchty, Klub Krásňaček, Jezdecký klub Krásná, Klub seniorů a Kynologický klub Krásná. Mezi nejvýznamnější akce patří Krásenský den, Krásenská zábava, Krásenská buchta a Dětský den. 
V Krásné se nachází od roku 1992 Slévárna HEUNISCH, a. s., která se zabývá výrobou kovových odlitků. Tato firma navázala na tradice společnosti Metalis Nejdek, která komplex vystavěla v roce 1960. Heunisch a.s. dnes zaměstnává velký počet krásenských a ašských obyvatel.

Sportoviště
Krásná je obec s velkými možnostmi sportovního využití. Jsou zde vybudovány cyklostezky, které jsou v zimě využívány jako běžecké tratě, které se napojují na trasy v SRN. Nachází se zde sportovní areál s fotbalovým hřištěm, in-line dráhou a příslušenstvím. Bylo zde vystavěno také lanové a workoutového hřiště s fitness prvky pro mladé i seniory v zámeckém parku, hřiště pro malé děti s herními prvky, které je přístupné i ze školní zahrady a otevření jízdárna. U restaurace Sokolovna se krom nového dětského hřiště nachází i multifunkční sportoviště, kde si můžete zahrát basketbal, florbal, volejbal, tenis, házenou, baseball a další. 

### Silnice a železnice
Krásnou prochází silnice z Aše do Štítar a Kamenné. Přes Krásnou vede i železnice na trati č. 148 (Cheb-Hranice v Čechách), ale zastávka se nachází ještě v katastru města Aše, proto nese název Aš-předměstí. Počátkem 20. let 21. stol. je však tato část tratě (Aš-město - Hranice v Čechách) využívána jen jednou denně v každém směru.

### Turistika
Obcí Krásná vede trasa na Nejzápadnější bod ČR, který je v jejím katastru a je zároveň největším turistickým lákadlem této obce. Zde současně začíná dálková trasa Stezka Českem či Via Czechia. Také zde prochází cyklistické trasy 2058 a 2059 a červeně značená turistická cesta. Z katastru Krásné se dá dostat ze dvou míst také na německé turistické stezky, a to na turistickém přechodu Krásná-Neuhausen nebo přes tzv. Most Evropy v místě bývalé obce Újezd, který směřuje v první řadě do měst Rehau, Schönwald a Selb. I tento přechod je pouze turistický.

## Obyvatelstvo
Při sčítání lidu v roce 1921 zde žilo 2 014 obyvatel, z nichž byl jeden Čechoslovák, 1 860 obyvatel německé národnosti a 153 bylo cizozemců. K římskokatolické církvi se hlásilo 325 obyvatel, 1 684 k církvi evangelické a pět bylo bez vyznání.
| Rok            | 1869  | 1880  | 1890  | 1900  | 1910  | 1921  | 1930  | 1950 | 1961 | 1970 | 1980 | 1991 | 2001 | 2011 |
| -------------- | ----- | ----- | ----- | ----- | ----- | ----- | ----- | ---- | ---- | ---- | ---- | ---- | ---- | ---- |
| Počet obyvatel | 1 137 | 1 348 | 1 488 | 1 986 | 2 348 | 2 014 | 2 174 | 610  | 542  | 438  | 366  | 345  | 354  | 437  |
| Počet domů     | 121   | 145   | 162   | 196   | 238   | 248   | 274   | 297  | 122  | 112  | 103  | 110  | 115  | 154  |

| Rok            | 1869  | 1880  | 1890  | 1900  | 1910  | 1921  | 1930  | 1950 | 1961 | 1970 | 1980 | 1991 | 2001 | 2011 |
| -------------- | ----- | ----- | ----- | ----- | ----- | ----- | ----- | ---- | ---- | ---- | ---- | ---- | ---- | ---- |
| Počet obyvatel | 2 189 | 2 479 | 2 560 | 2 993 | 3 433 | 2 406 | 3 217 | 641  | 617  | 506  | 446  | 434  | 430  | 507  |
| Počet domů     | 264   | 300   | 316   | 358   | 414   | 428   | 458   | 375  | 143  | 126  | 123  | 134  | 139  | 176  |

## Osobnosti
- Gustav Jäger (1865–1938), fyzik

## Galerie

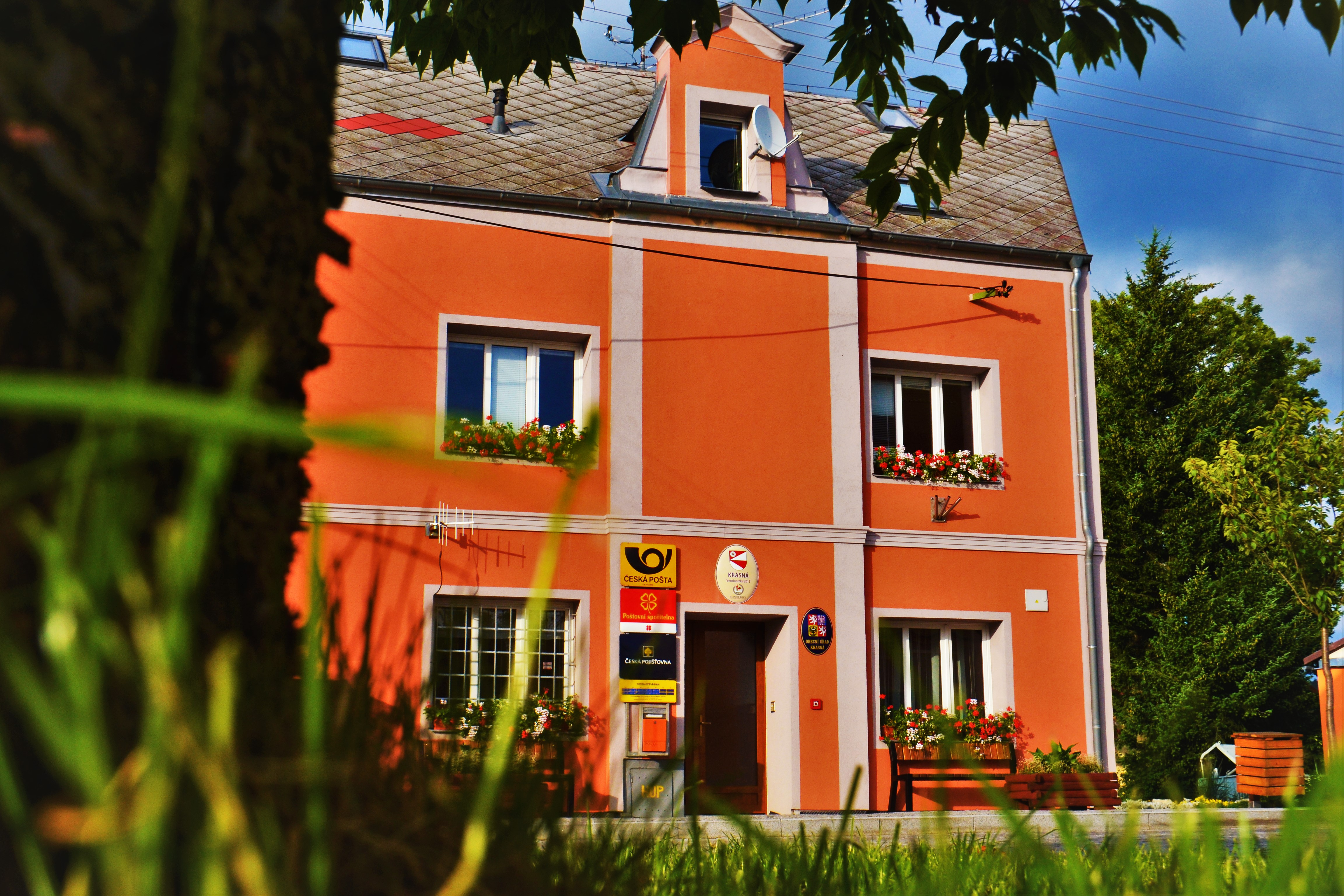
Obecní úřad v Krásné
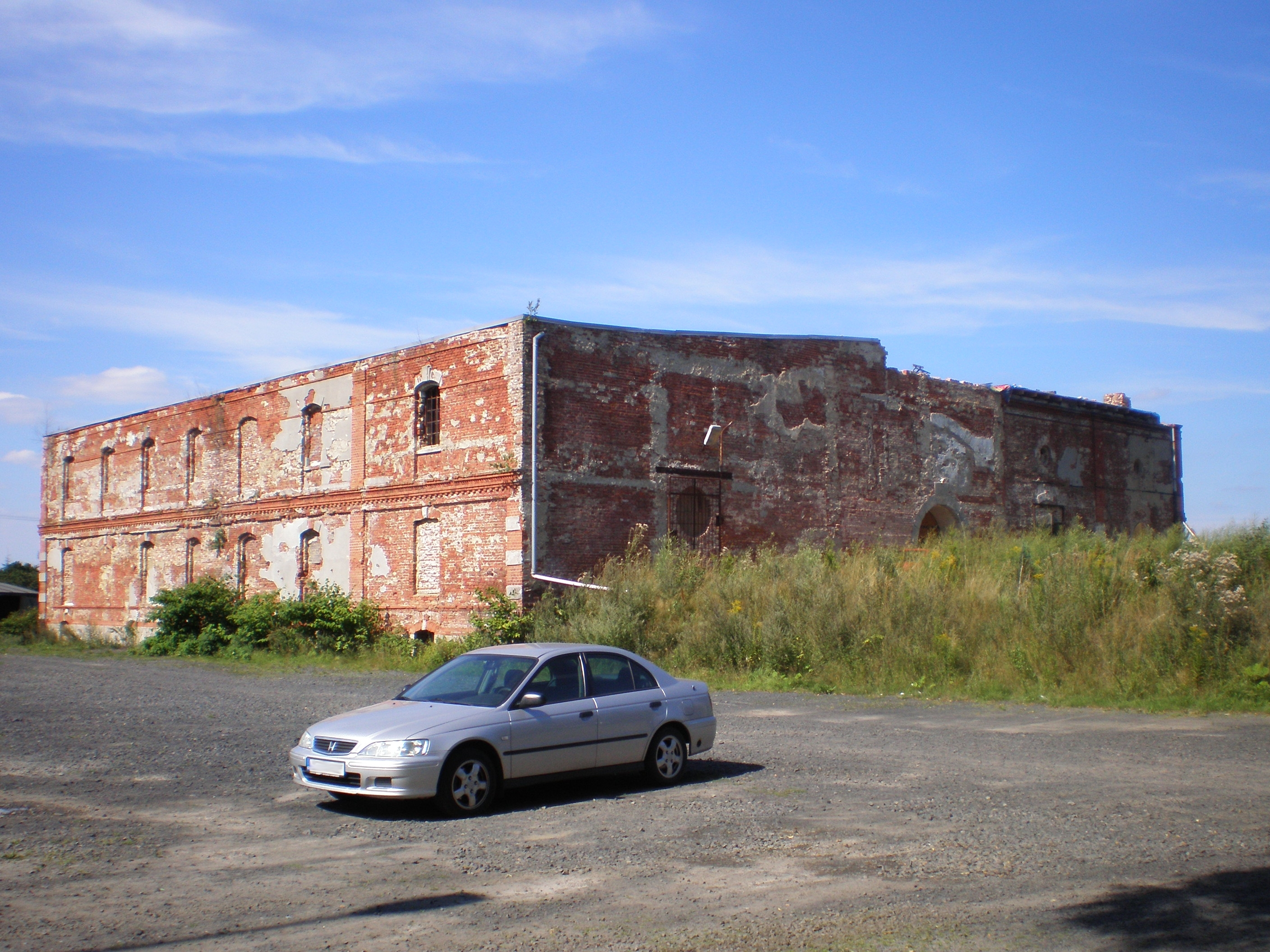
Bývalý pivovar v Krásné
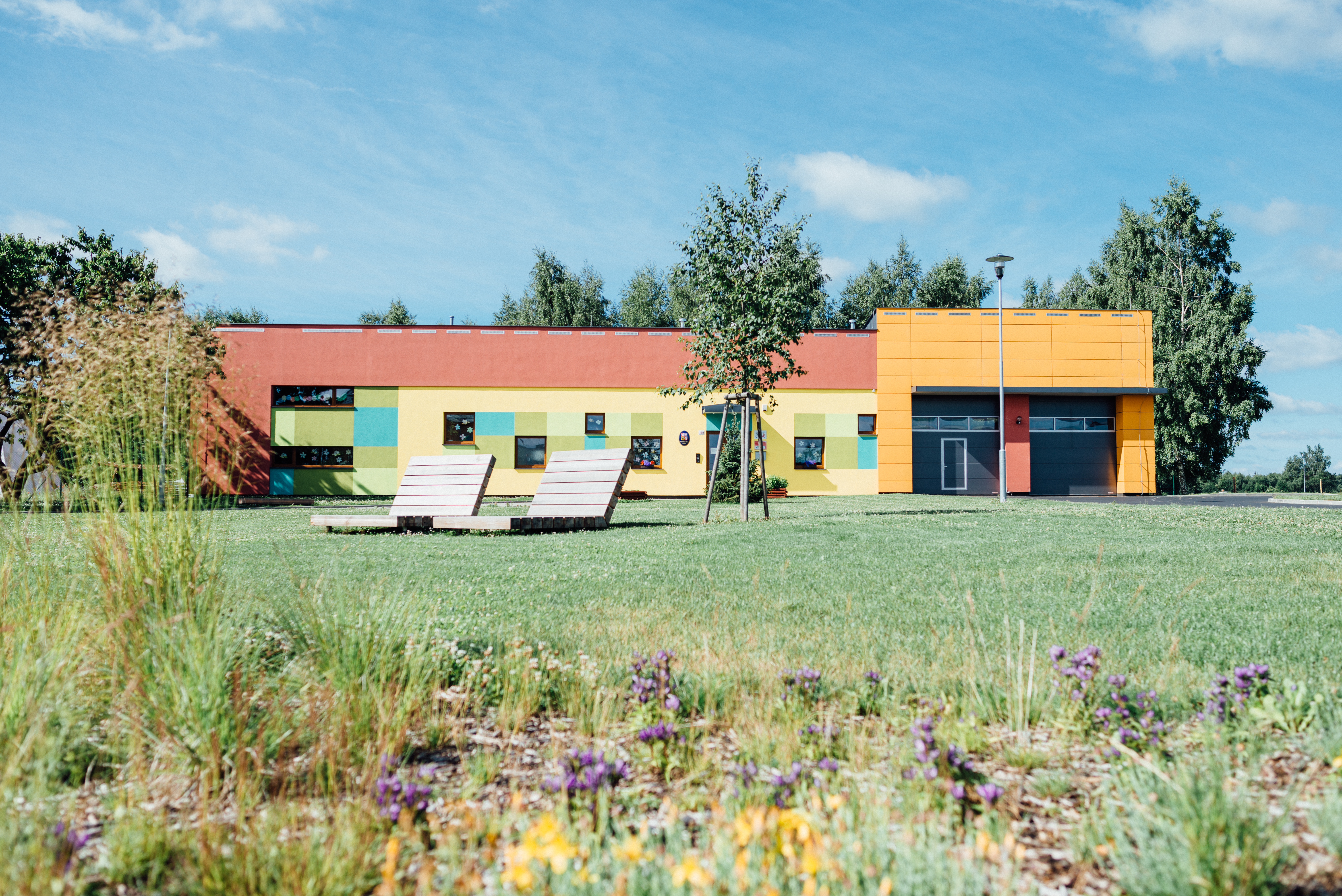
Mateřská škola v Krásné
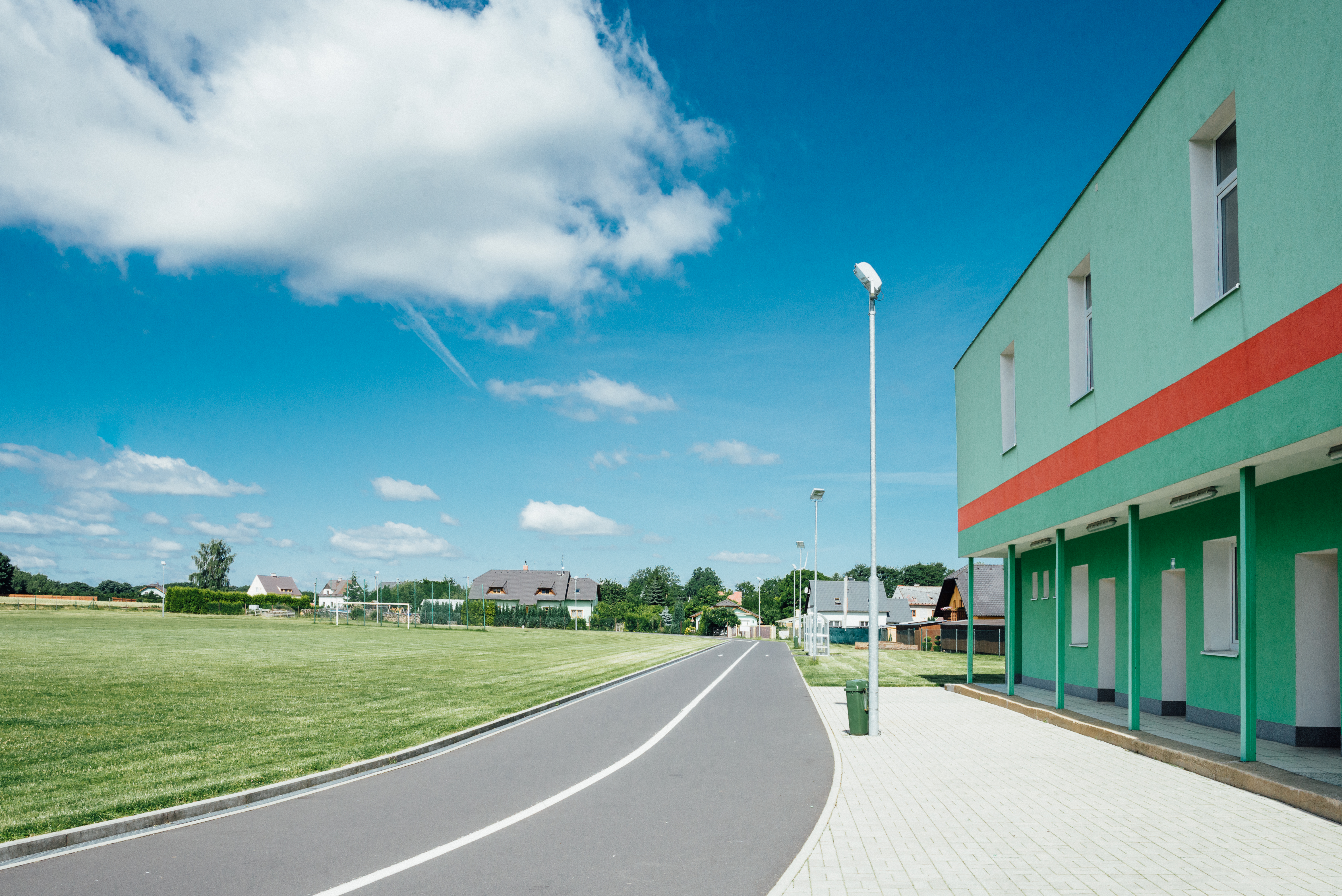
Sportoviště a in-line dráha
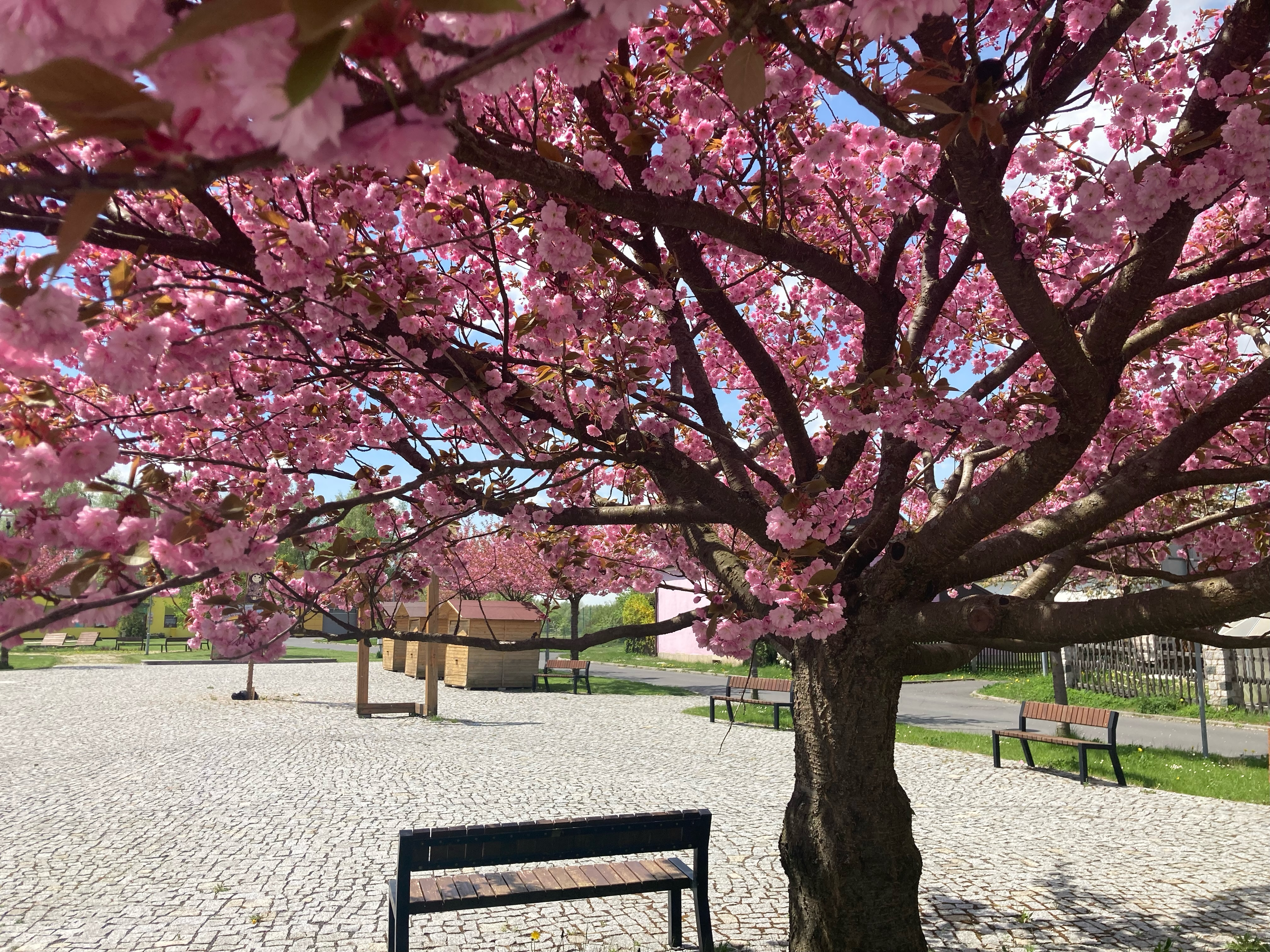
Náves Krásná
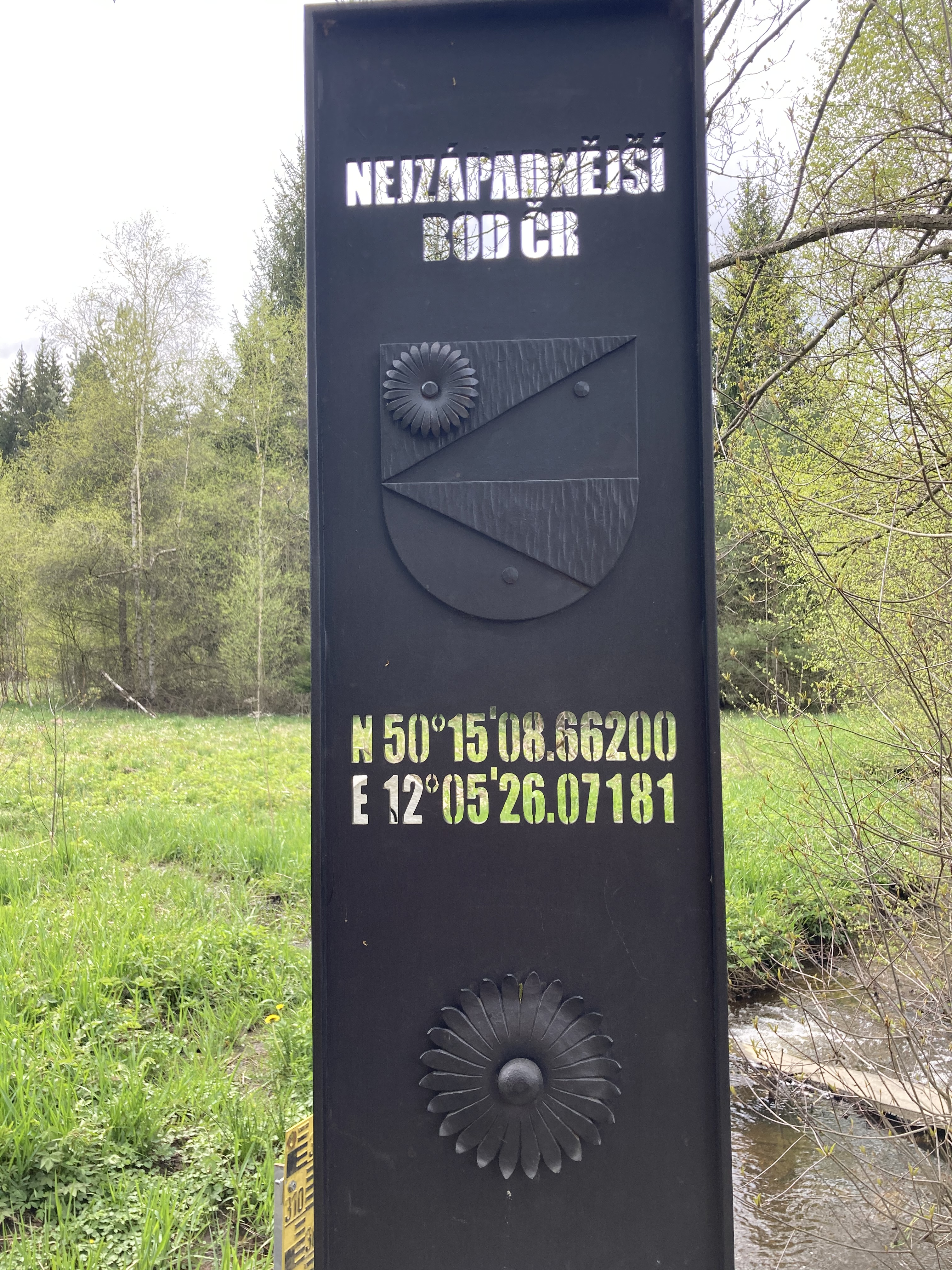
Nejzápadnější bod ČR